# Ángel Clemente Rojas
Ángel Clemente Rojas (Sarandí, Buenos Aires, Argentina, 28 de agosto de 1944), conocido por su apodo «Rojitas», es un exfutbolista argentino. Se desempeñaba en la posición de delantero. 
Es considerado una gloria del Club Atlético Boca Juniors de la década de 1960 y uno de los mejores jugadores en toda la historia del fútbol argentino.
Se caracterizaba por su excelente habilidad en el campo de juego y por su elegancia, poseedor de una gambeta infernal y un quiebre de cintura que hoy en día es difícil de encontrar. Contaba, además, con mucha rebeldía y astucia lo que lo convertía en un jugador bastante temperamental.
Surgido de las divisiones inferiores del club «xeneize», es considerado como uno de los ídolos más grandes en toda la historia del club, en donde estuvo durante un total de 10 años y en donde conquistó 5 títulos. En el club «xeneize» disputó 222 partidos y convirtió 79 goles.
Fue inmortalizado con una estatua en el museo «xeneize» en su honor por su trayectoria como futbolista e ídolo del Club Atlético Boca Juniors. Dicha estatua fue inaugurada en 2014.

## Biografía

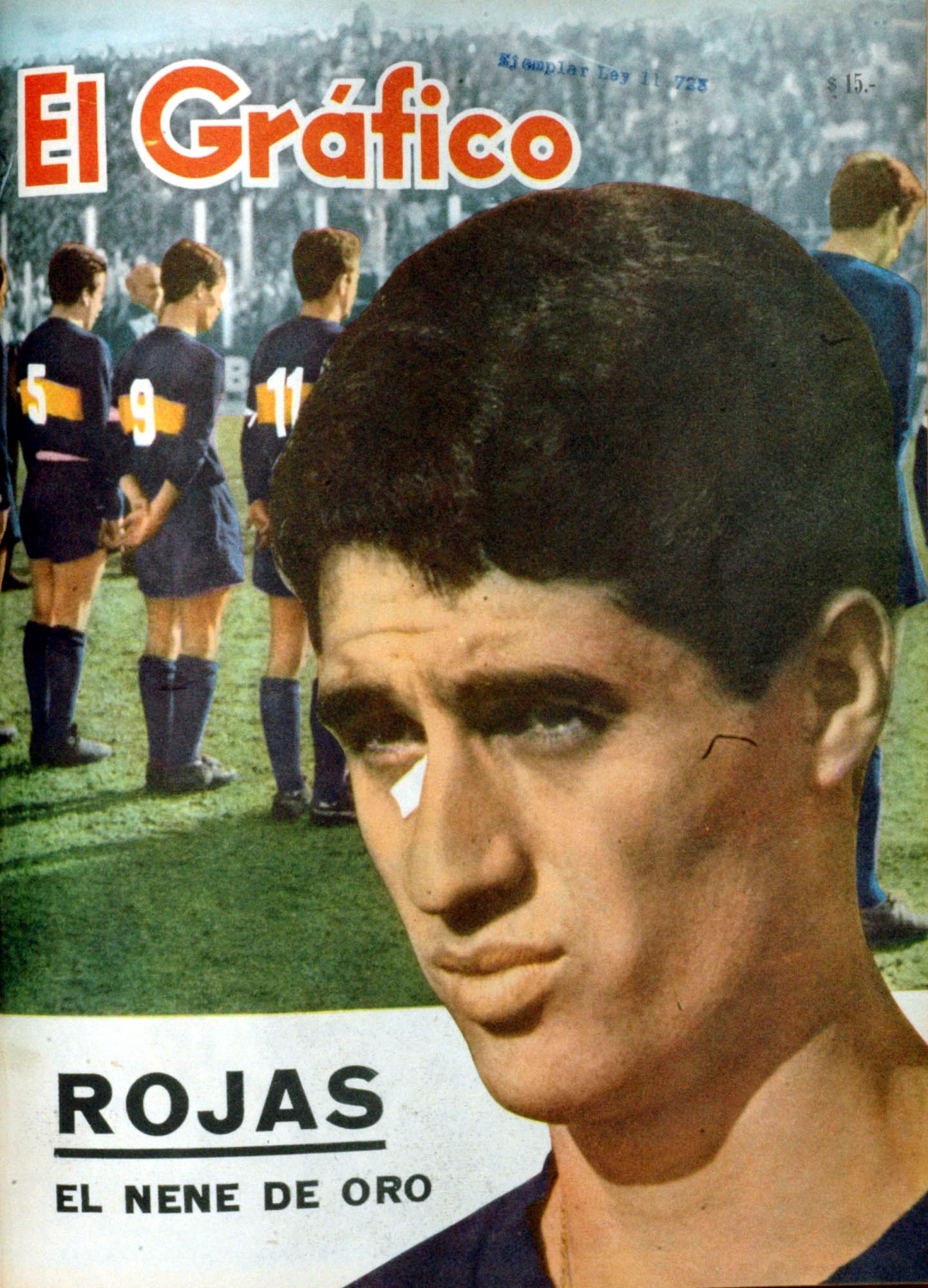
Clemente Rojas en 1963.

### Debut

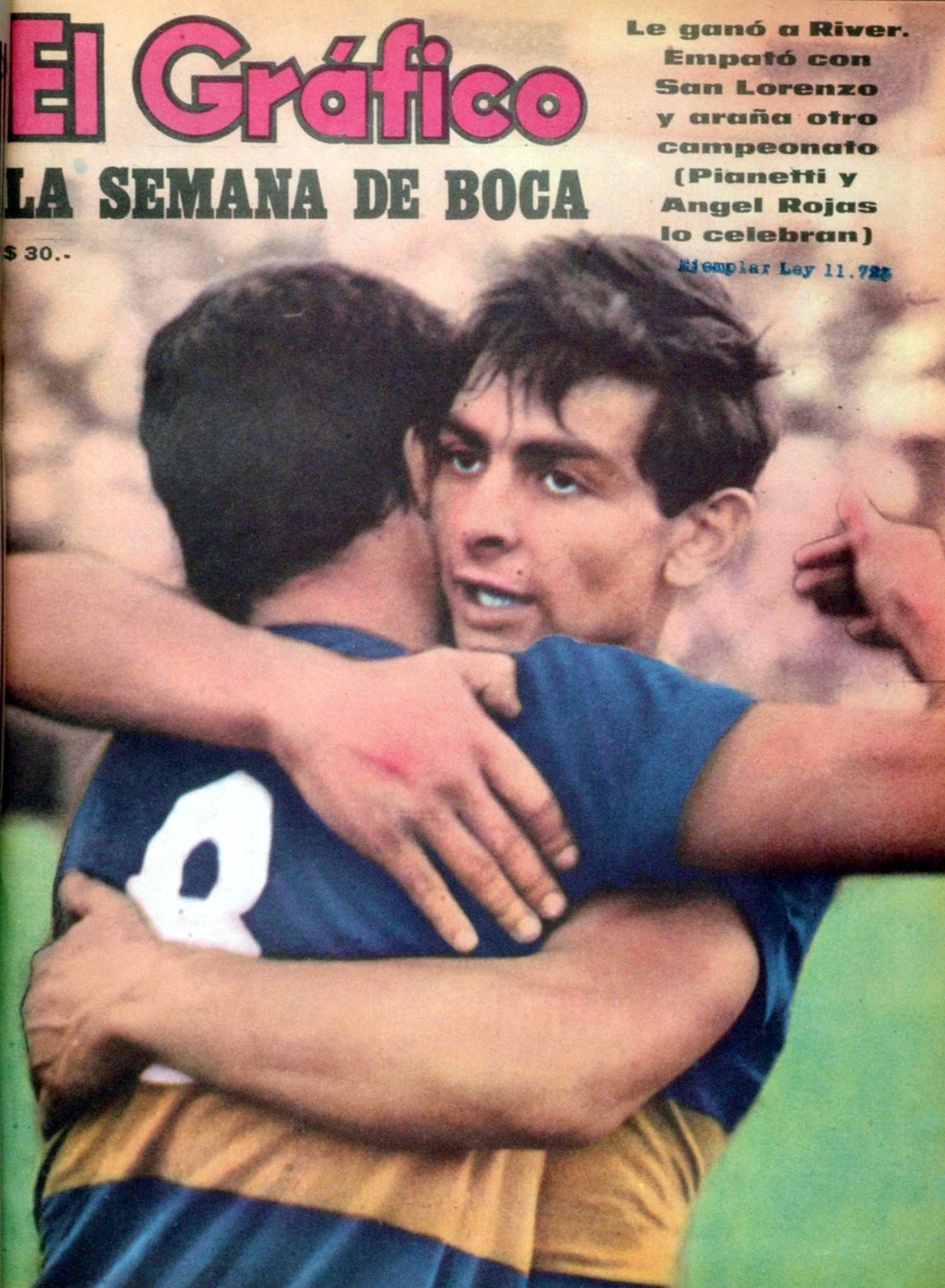
"Pocho" Pianetti y Rojitas (Boca) en 1965.

El "Nano" Bernardo Gandulla lo descubrió en Deportivo de Rivera el 27 de marzo de 1959 y se lo lleva a las inferiores de Boca Juniors.
Debutó en la sexta división de Boca Juniors ganando 3-1, con 2 goles suyos, a Huracán. Debutó en Primera División a los 18 años el 19 de mayo de 1963 ante Vélez Sársfield. Dada su juventud a la hora del debut, comenzó a ser reconocido con el diminutivo de su apellido ("Rojitas"), a la vez de servir también como distintivo con relación a otro delantero contemporáneo suyo, como Alfredo "Tanque" Rojas, aunque con éste recién llegaron a coincidir en Boca desde 1964, cuando el "Tanque" fue incorporado desde Gimnasia y Esgrima de La Plata.
En 1963, tuvo dos serias lesiones que casi lo despiden de su carrera futbolística. La acción fue un encuentro con Devoto (Defensor Huracán), y en ese momento tuvo una rotura de ligamentos, y meses después un problema de meniscos. Esa lesión continuó hasta 1964.

### Era profesional
El 8 de diciembre de 1965 tuvo una actuación memorable contra River Plate, en un encuentro que termina 2-1 con un gol de Menéndez faltando 3 minutos. Con esa victoria Boca Juniors tenía casi asegurado el título. Y esa vuelta olímpica, a diferencia de la de 1964, tuvo el dulce gusto del fútbol de Rojas.
En 1966 no tuvo un buen año y el D.T. Pedernera lo baja a la Reserva, en su reemplazo estuvo César Luis Menotti. Por entonces tenía 21 años. Esta irregularidad en el club hizo provocar su ausencia en el Mundial de Inglaterra 1966.
Los años 1967 y 1968 fueron también difíciles para "Rojitas" ya que sufrió algunas lesiones y, además por los jugadores que el club incorporó.
En 1969 llegó a la conducción técnica del equipo Alfredo Di Stéfano y Rojas vuelve a tomar continuidad. Su fútbol fue decisivo para que el club se ganara el Campeonato Nacional. Otra vez vuelve a jugar todos los partidos y es goleador junto con Norberto Madurga.

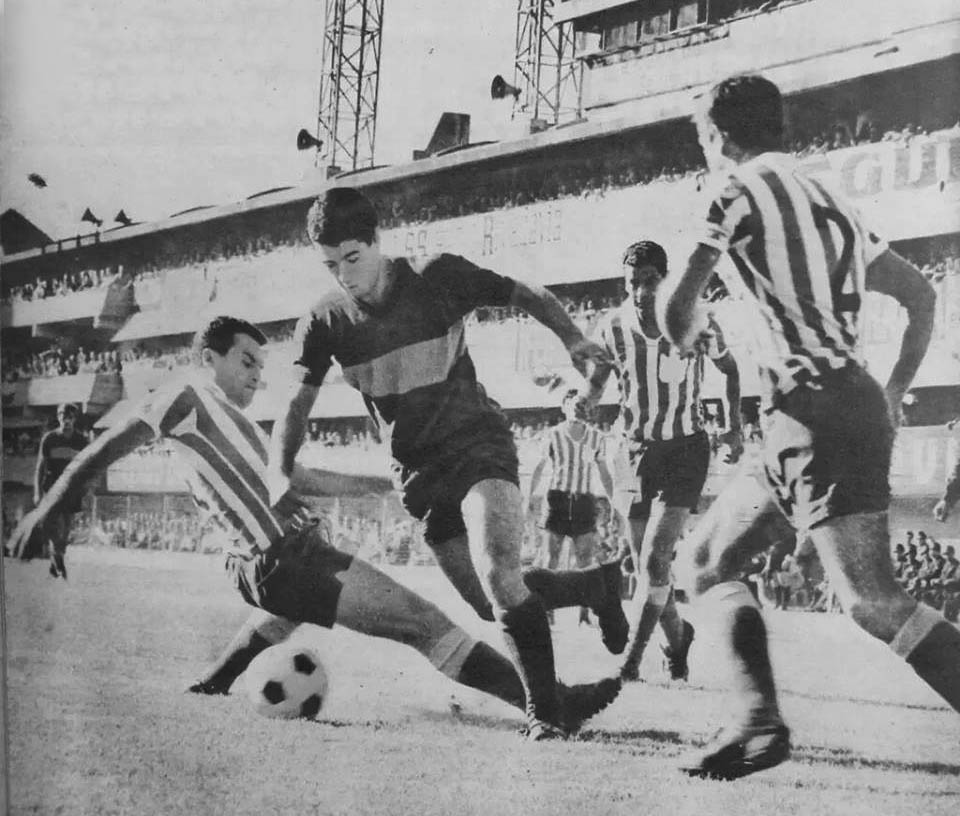
Rojitas, símbolo del club «xeneize» poniendo en escena su mítica gambeta.

En 1970 hace el gol más importante en su carrera futbolística en las finales del Campeonato Nacional de ese año ante Rosario Central. Boca daba su segunda vuelta olímpica consecutiva en El Monumental.
El 10 de junio de 1971, en cancha de Racing, River le iba ganando a Boca por 3-1 y con 2 goles de "Rojitas" faltando 12 minutos para terminar, Boca empata el partido 3-3. Después se fue a préstamo al Deportivo Municipal de Perú.
En 1972, ya en Perú, en escasos momentos justificó su presencia de jugador famoso, pero jugó pocos partidos o cuando entraba jugaba mal.
En 1973 fue también un mal año para "Rojitas". Jugó un par de partidos en la tercera división y se lo mencionó como remplazante de Curioni. Se dio cuenta en ese momento que los hinchas lo amaban como los primeros partidos pero los dirigentes les dieron el pase libre.
En 1974 se fue a Racing, donde jugó 17 partidos e hizo un gol. Después en 1975 va para Mataderos para jugar con Nueva Chicago y subió a primera con Lanús en 1976. Siguió en el "Granate" hasta 1977. Se despidió del fútbol jugando en 1978 para Argentino de Quilmes.

## Clubes
| Club                 | País      | Año       |
| -------------------- | --------- | --------- |
| Arsenal de Llavallol | Argentina | 1962      |
| Boca Juniors         | Argentina | 1963-1971 |
| Deportivo Municipal  | Perú      | 1972-1973 |
| Racing Club          | Argentina | 1974      |
| Nueva Chicago        | Argentina | 1975      |
| Lanús                | Argentina | 1976-1977 |
| Argentino de Quilmes | Argentina | 1978      |

## Estadísticas

### Clubes
| Boca Juniors Argentina | 1.ª                 | 1963                | 21   | 6   | — | — | 6  | 0  | 27   | 6   | 0,22 |
| Boca Juniors Argentina | 1.ª                 | 1964                | 10   | 4   | — | — | —  | —  | 10   | 4   | 0,30 |
| Boca Juniors Argentina | 1.ª                 | 1965                | 31   | 14  | — | — | —  | —  | 31   | 14  | 0,45 |
| Boca Juniors Argentina | 1.ª                 | 1966                | 20   | 17  | — | — | 13 | 6  | 33   | 23  | 0,36 |
| Boca Juniors Argentina | 1.ª                 | 1967                | 16   | 6   | — | — | —  | —  | 16   | 6   | 0,37 |
| Boca Juniors Argentina | 1.ª                 | 1968                | 26   | 8   | — | — | —  | —  | 26   | 8   | 0,30 |
| Boca Juniors Argentina | 1.ª                 | 1969                | 33   | 14  | 1 | 0 | —  | —  | 34   | 14  | 0,41 |
| Boca Juniors Argentina | 1.ª                 | 1970                | 22   | 7   | — | — | 8  | 5  | 30   | 12  | 0,40 |
| Boca Juniors Argentina | 1.ª                 | 1971                | 11   | 3   | — | — | 4  | 1  | 15   | 4   | 0,26 |
| Boca Juniors Argentina | Total club          | Total club          | 190  | 79  | 1 | 0 | 31 | 12 | 222  | 79  | 0,35 |
| Deportivo Municipal · Perú | 1.ª                 | 1972                | ?    | ?   | — | — | —  | —  | ?    | ?   | ?    |
| Deportivo Municipal · Perú | 1.ª                 | 1973                | ?    | ?   | — | — | —  | —  | ?    | ?   | ?    |
| Deportivo Municipal · Perú | Total club          | Total club          | ?    | ?   | 0 | 0 | 0  | 0  | 35   | 8   | 0,23 |
| Racing Club Argentina | 1.ª                 | 1974                | 17   | 1   | — | — | —  | —  | 17   | 1   | 0,05 |
| Racing Club Argentina | Total club          | Total club          | 17   | 1   | 0 | 0 | 0  | 0  | 17   | 1   | 0,05 |
| Nueva Chicago Argentina | 2.ª                 | 1975                | 5    | 1   | — | — | —  | —  | 5    | 1   | 0,20 |
| Nueva Chicago Argentina | Total club          | Total club          | 5    | 1   | 0 | 0 | 0  | 0  | 5    | 1   | 0,20 |
| Lanús Argentina | 2.ª                 | 1976                | 16   | 3   | — | — | —  | —  | 16   | 3   | 0,19 |
| Lanús Argentina | 1.ª                 | 1977                | 5    | 0   | — | — | —  | —  | 5    | 0   | 0,00 |
| Lanús Argentina | Total club          | Total club          | 21   | 3   | 0 | 0 | 0  | 0  | 21   | 3   | 0,14 |
| Argentino de Quilmes Argentina                                                                                                 | 2.ª                 | 1978                | 9    | 1   | — | — | —  | —  | 9    | 1   | 0,11 |
| Argentino de Quilmes Argentina                                                                                                 | Total club          | Total club          | 9    | 1   | 0 | 0 | 0  | 0  | 9    | 1   | 0,11 |
| Total en su carrera | Total en su carrera | Total en su carrera | 242+ | 85+ | 1 | 0 | 31 | 12 | 309+ | 93+ | 0,30 |
| (1) Incluye datos de la Copa Argentina. (2) Incluye datos de la Copa Libertadores. (3) No incluye goles en partidos amistosos. |                     |                     |      |     |   |   |    |    |      |     |      |

### Selección
| Selección          | Temporada | Amistosos | Amistosos | Sudamérica | Sudamérica | Mundial | Mundial | Total | Total | Media goleadora |
| Selección          | Temporada | Part.     | Goles     | Part.      | Goles      | Part.   | Goles   | Part. | Goles | Media goleadora |
| ------------------ | --------- | --------- | --------- | ---------- | ---------- | ------- | ------- | ----- | ----- | --------------- |
| Absoluta Argentina | 1965      | 1         | 1         | 1          | 0          | —       | —       | 2     | 1     | 0,50            |
| Absoluta Argentina | Total     | 1         | 1         | 1          | 0          | 0       | 0       | 2     | 1     | 0,50            |

### Hat-tricks
| 1 | 3 de octubre de 1969   | Estadio Alberto J. Armando, Buenos Aires | Boca Juniors-Talleres |  | 6 - 0 | Campeonato Nacional 1969 |
| 2 | 9 de noviembre de 1969 | Estadio Alberto J. Armando, Buenos Aires | Boca Juniors-Quilmes  |  | 3 - 0 | Campeonato Nacional 1969 |

## Palmarés

### Campeonatos nacionales
| Título           | Club         | País      | Año    |
| ---------------- | ------------ | --------- | ------ |
| Primera División | Boca Juniors | Argentina | 1964   |
| Primera División | Boca Juniors | Argentina | 1965   |
| Copa Argentina   | Boca Juniors | Argentina | 1969   |
| Primera División | Boca Juniors | Argentina | N-1969 |
| Primera División | Boca Juniors | Argentina | N-1970 |
| Primera B        | Lanús        | Argentina | 1976   |

### Distinciones individuales
| Distinción                                                      | Año  |
| --------------------------------------------------------------- | ---- |
| Personalidad destacada del deporte de la Ciudad de Buenos Aires | 2015 |